# Le Plessier-Rozainvillers
Le Plessier-Rozainvillers é uma comuna francesa na região administrativa de Altos da França, no departamento de Somme. Estende-se por uma área de 10,17 km². Em 2010 a comuna tinha 768 habitantes (densidade: 75,5 hab./km²).